# Thami El Glaoui

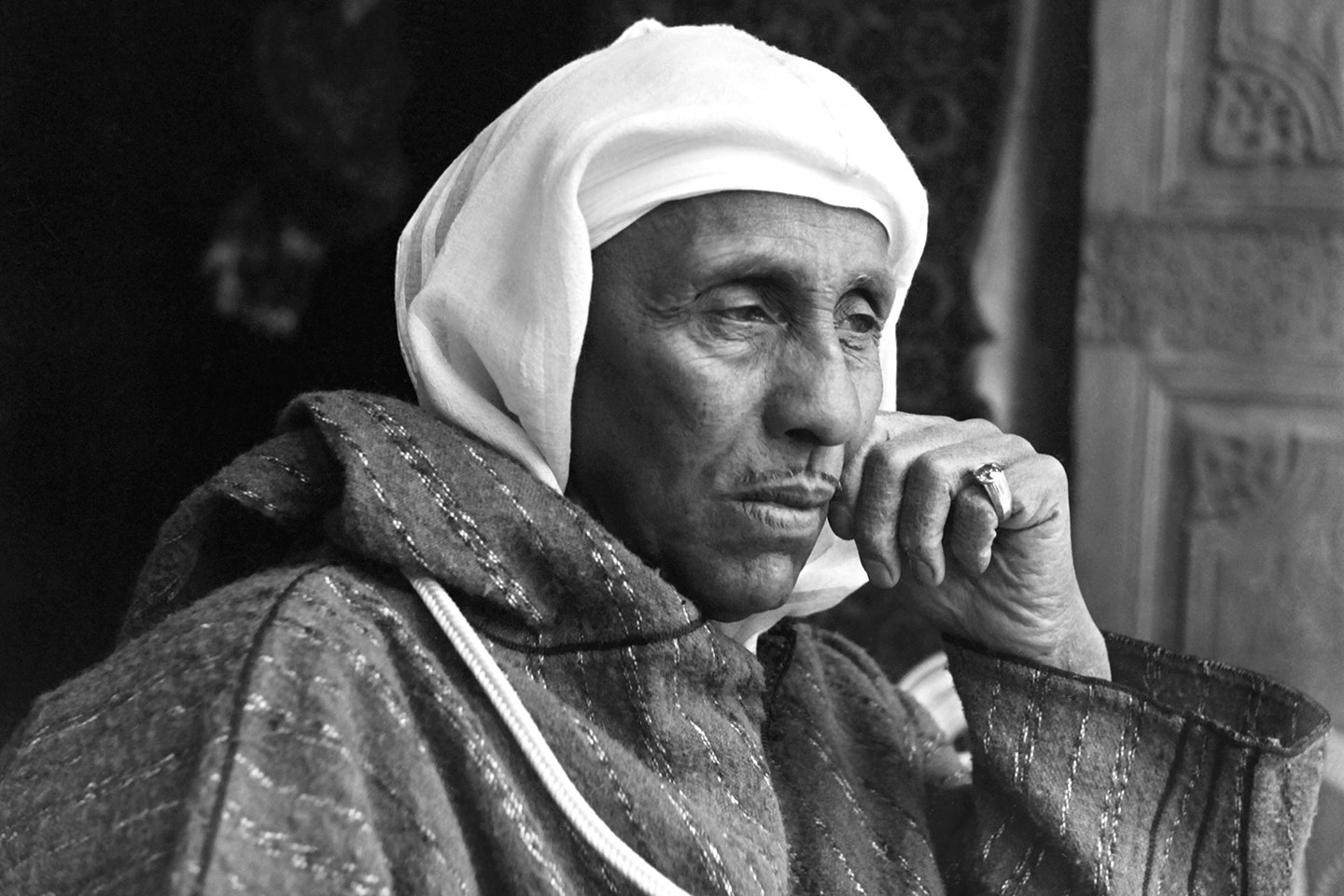
Thami el Glaoui

Thami El Mezouari El Glaoui, auch Tihami al-Glawi (arabisch التهامي المزواري الڭلاوي, DMG at-Tihāmiyy al-Mizwāriyy al-Glāwiyy; * 1870; † 23. Januar 1956) war Oberhaupt der Glaoua-Berber und Pascha von Marrakesch von 1918 bis 1955.

## Leben
Die Herkunft von Thami El Glaoui liegt im Ungewissen. Er war ein Findelkind, das im Jahr 1870 im Alter von nur wenigen Tagen auf den Stufen der größten Moschee in Marrakesch aufgefunden wurde. Vom Berberstamm der Glaoua, einem der einflussreichsten Clans in Südmarokko, wurde er adoptiert und aufgezogen; im Jahr 1918 brachte er es zum Führer dieses Clans. Als Pascha von Marrakesch unterstützte er mit seiner profranzösischen Politik von Telouet aus das im Jahr 1912 oktroyierte Protektorat Frankreichs über Marokko. Im Gegenzug überließen die Franzosen ihm eine faktisch unabhängige Herrschaft über weite Teile Süd- und Südostmarokkos, die er immer weiter ausdehnte, so dass er schließlich etwa 1/8 des Landes beherrschte. Während dieser Zeit ließ er mehrere Festungen (kasbahs) errichten bzw. ausbauen, darunter die von Telouet, Ouarzazate, Skoura, Boumalne Dadès und Tinghir.
Nach dem Zweiten Weltkrieg geriet die französische Herrschaft zunehmend unter den Druck der marokkanischen Nationalbewegung. Neben der Bekämpfung der Nationalisten wollte El Glaoui nun auch den Sturz des Sultans Muhammad V. erreichen, der 1947 in der Rede von Tanger die Nationalbewegung Marokkos unterstützt hatte. So stieß El Glaoui im Februar 1951 mit seinen Truppen nach Fès und Rabat vor und zwang Muhammad V. die Nationalisten aus der Regierung zu entlassen. Allerdings steigerte dieser Druck die Popularität des Sultans erheblich. Nachdem El Glaoui 1953 sogar der Krönung von Elisabeth II. beigewohnt hatte, konnte er im August 1953 mit einem neuen Feldzug nach Nordmarokko die Absetzung von Muhammad V. durch die französische Protektoratsverwaltung erzwingen.
Allerdings war Frankreich – auch mit der Unterstützung von El Glaoui – nicht mehr in der Lage, die Unabhängigkeitsbewegung in Marokko aufzuhalten und musste 1955 Muhammad V. aus dem Exil nach Marokko zurückholen und wieder als Sultan einsetzen. Mit der Unabhängigkeit Marokkos (1956) verlor El Glaoui mit Frankreich seinen mächtigsten Verbündeten und musste sich Muhammad V. unterwerfen. El Glaoui starb noch im selben Jahr im Alter von 85 Jahren; die Macht seines Clans in Südmarokko war gebrochen.

## Nachkommen
Sein Sohn Hassan El Glaoui (1923–2018) war ein berühmter Maler. Sein unehelicher Sohn Si Brahim El Glaoui (1915–1971) war von 1955 bis 1959 mit der französischen Autorin und Regisseurin Cécile Aubry (Belle & Sebastian) verheiratet. Ihr gemeinsamer Sohn Mehdi El Glaoui (* 1956) war schon als Kind und Jugendlicher berühmt als Schauspieler (u. a. in den TV-Serien Poli und Belle & Sebastian). Auch in der Neuverfilmung als Spielfilm (2013) erhielt er eine Rolle. Daneben drehte er zwei Kurzfilme und veröffentlichte ein Buch.